# Empresa Línea Siete
Empresa Línea Siete S.A.T. es una empresa argentina especializada en transporte, con sede en Ensenada, ubicada en la Provincia de Buenos Aires. Hasta 2015, operó líneas de ómnibus en Río Gallegos, Río Grande y el Gran La Plata. La empresa es una subsidiaria del Grupo Autobuses Santa Fe, que presta servicio de transporte de pasajeros en diferentes ciudades de Argentina.

## Historia

### 1939–2013: Inicios y expansión en La Plata
La empresa fue fundada en 1939. Desde ese año, opera la línea 307 (originalmente operada como línea 7) del Gran La Plata.
En mayo de 2002, la empresa comenzó a operar en el nuevo Sistema Urbano de Transporte del Partido de La Plata a través de las líneas Sur (operada por la U.T.E. Transportes La Unión S.A. y otros) Este (operada por U.T.E. Transporte 19 de Noviembre C.I.F.I.T.A.S.A.). Empresa Línea Siete era integrante de las UTEs que operaban ambas líneas.
En 2010, Línea Siete (junto con Nueve de Julio S.A.T. y Unión Platense S.R.L.) comenzó a operar la línea 518. Posteriormente, en 2013, quedó como la única operadora de la línea (luego de haberse rescindido el contrato de concesión con Nueve de Julio en 2012 y posteriormente haberse licitado).

### 2013–presente: Venta, crisis y quiebra
En 2013, pese a haber sido desmentida, la empresa fue vendida al Grupo Autobuses Santa Fe. y Grupo DOTA.
En 2014, la empresa (junto con Nueve de Julio y Unión Platense) comenzó a operar Línea Universitaria de La Plata. Ese mismo año, se presentó como la única oferente para prestar el servicio de transporte urbano de pasajeros de la ciudad santacruceña de Río Gallegos (en esos momentos operada por TAISUR), siendo posteriormente la adjudicataria del servicio. La empresa comenzó a operar el servicio el 1 de enero de 2015.
En 2015, el municipio de la ciudad fueguina de Río Grande anunció que Línea Siete reemplazaría a la empresa TAIKRE en las operaciones del transporte urbano de pasajeros de esa ciudad. La empresa y el municipio firmaron el contrato de concesión el 30 de enero. El traspaso se efectivizó el 1 de marzo.
El 1 de noviembre de 2015, debido a que Línea Siete habría entrado en concurso de acreedores, Autobuses Santa Fe transfirió todos los servicios de la empresa en Río Gallegos y Río Grande a su subsidiaria cordobesa Monte Cristo. A pesar de que los medios dicen que toda Línea Siete pasó a ser Monte Cristo, se desconocía la situación de si la empresa también transfirió los servicios del Gran La Plata a Monte Cristo. El 11 de noviembre, se dio a conocer que la Línea Siete entró en quiebra y que le habría solicitado al Municipio de La Plata transferir 3 líneas locales y varios ramales de sus líneas provinciales a empresas locales. El 9 de diciembre, el titular de Unión Tranviarios Automotor La Plata, Oscar Pedroza, declaró que Línea Siete dejaría de prestar servicios el 1 de enero de 2016. El 15 de diciembre, el Concejo Deliberante de La Plata, en sesión extraordinaria, aprobó la cesión de los corredores locales (con vigencia a partir de 1 de enero de 2016) a 3 empresas de colectivos: La línea 518 y 9 ramales de la Este a Expreso La Plata (subsidiaria de Unión Platense), la 506 a Fuerte Barragán (subsidiaria de Línea Siete) y los otros 2 ramales de la Este a Micro Express.

## Líneas

### Gran La Plata
| Línea         | Empresa operadora                                                         | Cabeceras                                          |
| ------------- | ------------------------------------------------------------------------- | -------------------------------------------------- |
| 275           | Fuerte Barragán S.A.T.                                                    | La Plata - Ensenada                                |
| 307           | Empresa Línea Siete S.A.T.                                                | Ensenada - La Plata - Oliden (Partido de Brandsen) |
| 506           | Empresa Línea Siete S.A.T.                                                | La Plata - Los Hornos                              |
| Universitaria | Unión Platense S.R.L., Empresa Línea Siete S.A.T. y Nueve de Julio S.A.T. | La Plata Rondin                                    |

### Anteriores operaciones

#### Río Gallegos
| Línea | Cabeceras                     | Operado entre                             | Actual prestador             |
| ----- | ----------------------------- | ----------------------------------------- | ---------------------------- |
| A     | Zona Oeste - Zona Sur         | 1 de enero de 2015–1 de noviembre de 2015 | Transporte Monte Cristo S.A. |
| B     | Zona Noroeste - Zona Sureste  | 1 de enero de 2015–1 de noviembre de 2015 | Transporte Monte Cristo S.A. |
| C     | Zona Noroeste - Zona Suroeste | 1 de enero de 2015–1 de noviembre de 2015 | Transporte Monte Cristo S.A. |
| E     | Terminal - Barrio San Benito  | 1 de enero de 2015–1 de noviembre de 2015 | Transporte Monte Cristo S.A. |

#### Río Grande
| Línea | Cabeceras                     | Operado entre                             | Actual prestador             |
| ----- | ----------------------------- | ----------------------------------------- | ---------------------------- |
| A     | Barrio Austral - Chacra XIII  | 1 de marzo de 2015–1 de noviembre de 2015 | Transporte Monte Cristo S.A. |
| B     | Chacra IV - Parque Industrial | 1 de marzo de 2015–1 de noviembre de 2015 | Transporte Monte Cristo S.A. |
| C     | Barrio Austral - Chacra II    | 1 de marzo de 2015–1 de noviembre de 2015 | Transporte Monte Cristo S.A. |

## Galería de Imágenes

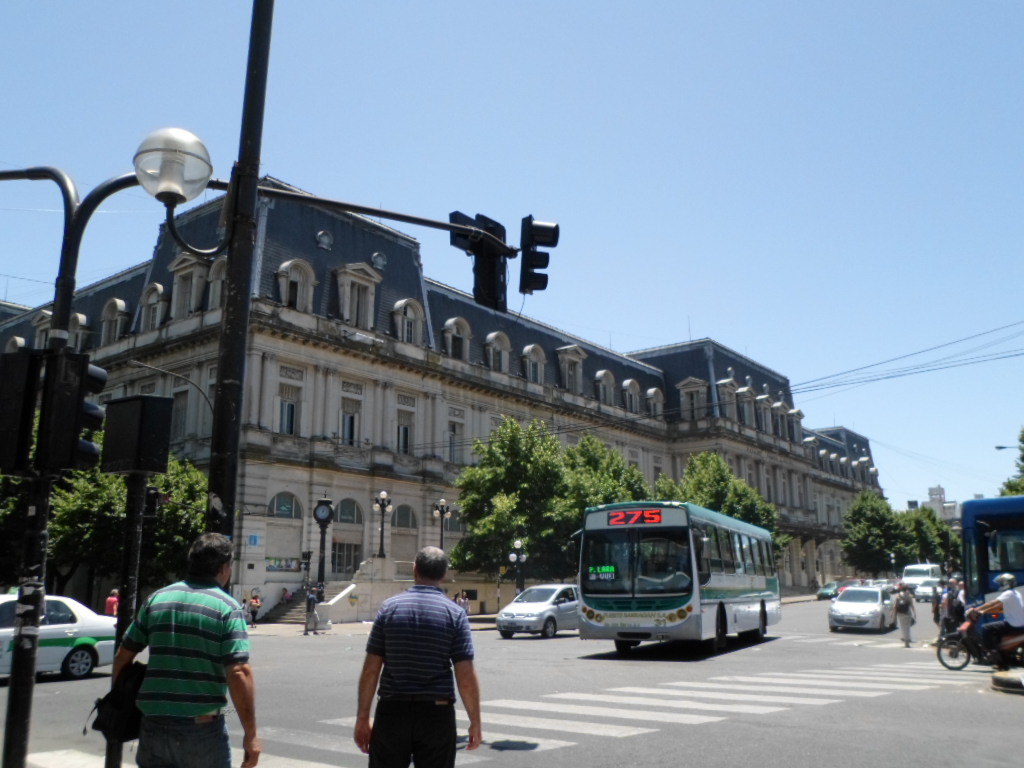
Unidad de la Línea 275 (Fuerte Barragán).
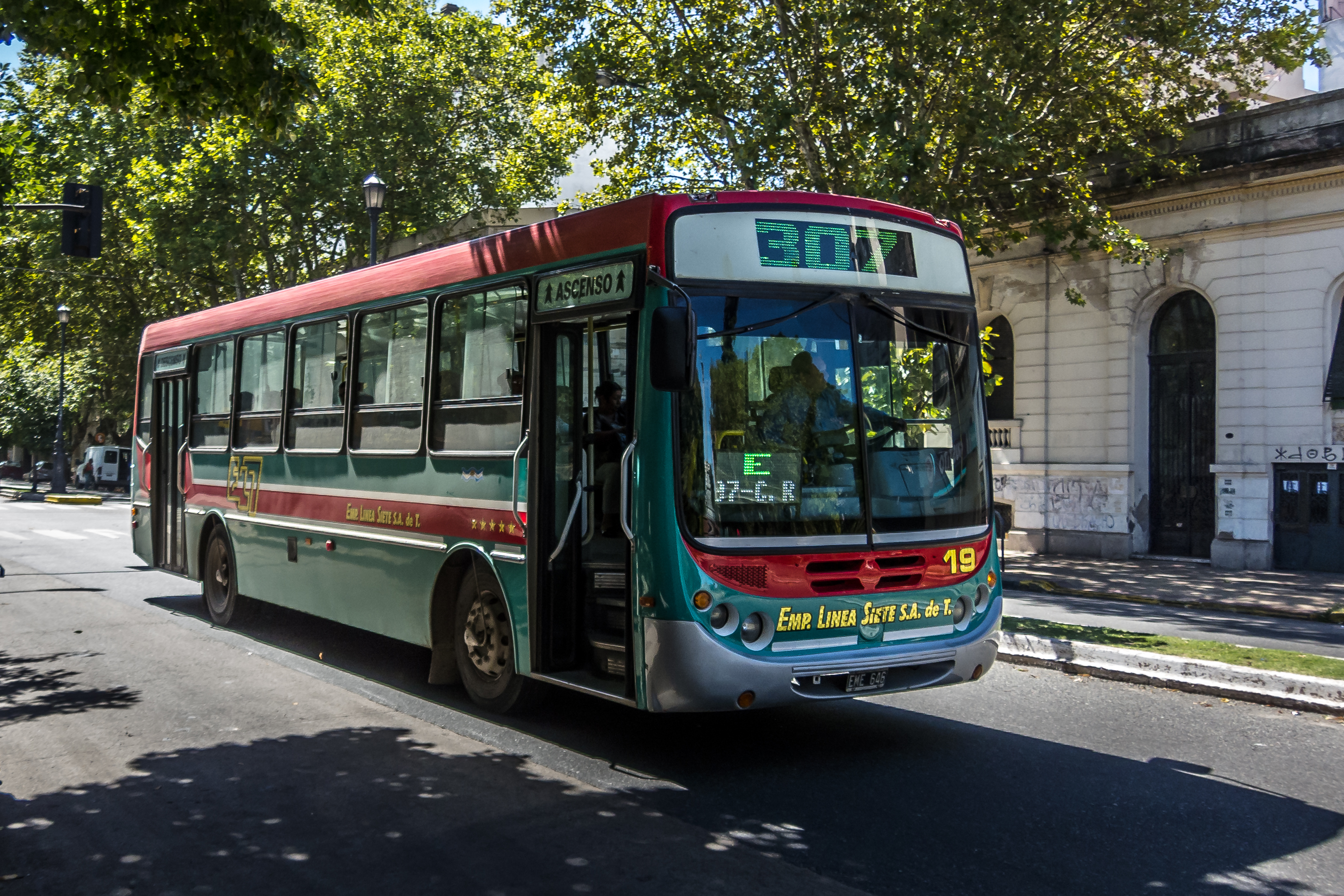
Unidad de la Línea 307.
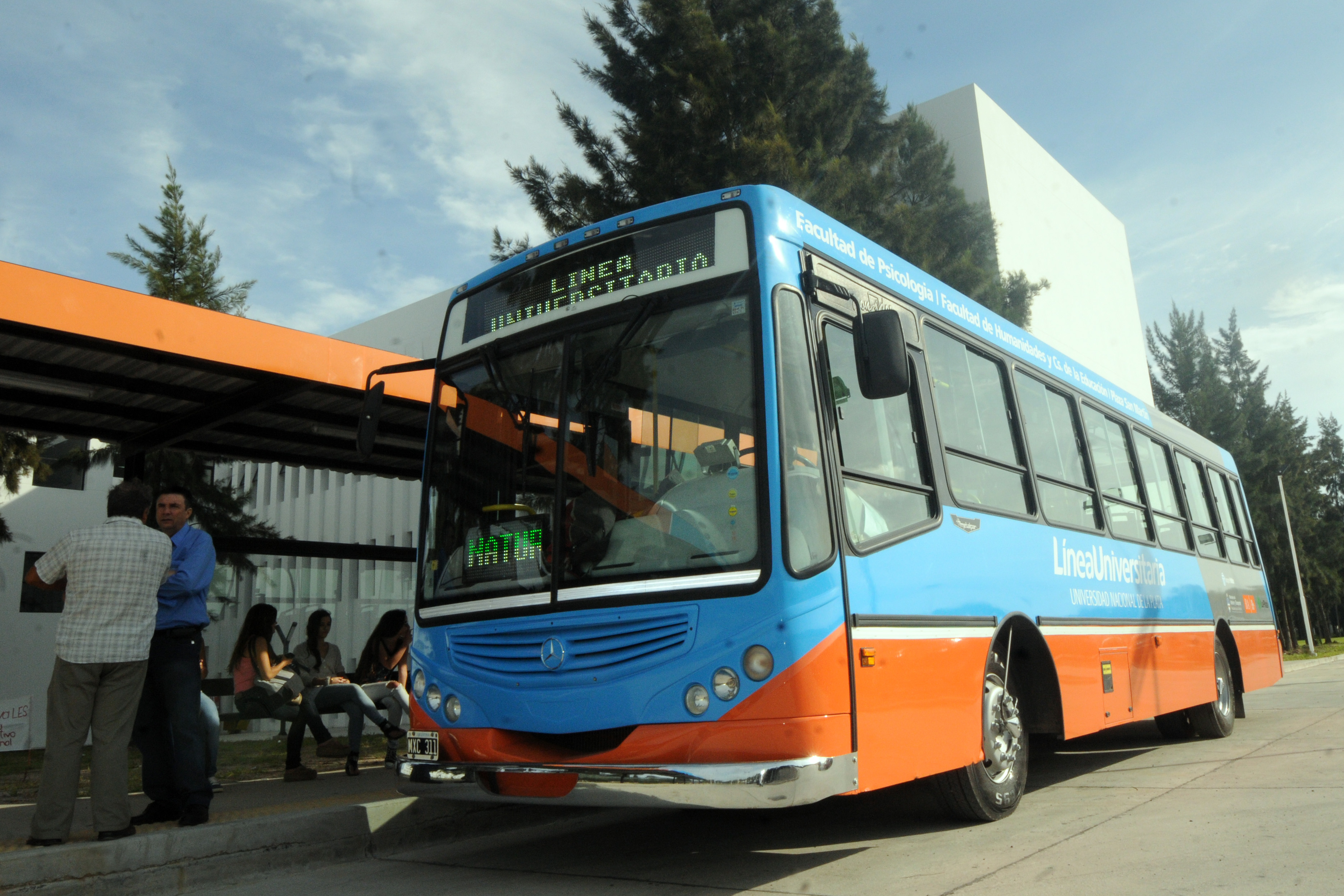
Unidad de la Línea Universitaria aportada por Línea Siete.